# Liste der Naturdenkmale in Nehren (Württemberg)
| Naturdenkmale | Anzahl |
| ------------- | ------ |
| FND           | 2      |
| END           | 4      |
| Gesamt        | 6      |

Die Liste der Naturdenkmale in Nehren nennt die verordneten Naturdenkmale (ND) der im baden-württembergischen Landkreis Tübingen liegenden Gemeinde Nehren. In Nehren gibt es insgesamt 6 als Naturdenkmal geschützte Objekte, davon 2 flächenhafte Naturdenkmale (FND) und 4 Einzelgebilde-Naturdenkmale (END).
Stand: 1. November 2016.

## Flächenhafte Naturdenkmale (FND)
| Name                     | Bild | Kennung     | Einzelheiten | Position | Fläche Hektar | Datum         |
| ------------------------ | ---- | ----------- | ------------ | -------- | ------------- | ------------- |
| Burghügel                |      | 84160260211 | Nehren       | ⊙        | 0,4           | 15. Jan. 1968 |
| Rappenhalde              | BW   | 84160260213 | Nehren       | ⊙        | 1,0           | 8. März 1985  |
| Legende für Naturdenkmal |      |             |              |          |               |               |

## Einzelgebilde (END)
| Name                        | Bild | Kennung     | Einzelheiten | Position | Fläche Hektar | Datum         |
| --------------------------- | ---- | ----------- | ------------ | -------- | ------------- | ------------- |
| Linde Gewann Fröschlachen   | BW   | 84160260210 | Nehren       | ⊙        | 0,0           | 16. Apr. 1985 |
| 1 Stieleiche, „Dicke Eiche“ |      | 84160260212 | Nehren       | ⊙        | 0,0           | 16. Apr. 1985 |
| 3 Linden                    |      | 84160260215 | Nehren       | ⊙        | 0,0           | 4. März 1992  |
| 4 Eichen                    |      | 84160260214 | Nehren       | ⊙        | 0,0           | 4. März 1992  |
| Legende für Naturdenkmal    |      |             |              |          |               |               |